# Korak po korak
Korak po korak (eng.: Step by step) je televizijska humoristična serija (sitcom). U Hrvatskoj se prikazuje na RTL televiziji. Iako je emitirana u 90-ima, serija je i danas jako popularna.                          

## Radnja
Na ljetovanju na Jamajci se upoznaju razvedeni Frank Lambert (Patrick Duffy) i udovica Carol Foster (Suzanne Sommers) Njih dvoje se zaljube i vjenčaju na brzinu, što ne izazove preveliko oduševljenje njihove djece. Da bi situacija bila još gora, svi će zajedno živjeti. Carolina najstarija kći Dana (Staci Keanan) je kompulzivna i sarkastična feministica, srednja sestra Karen (Angela Watson) je ovisnica o dobrom izgledu, a najmlađiem sinu Marku (Christopher Castile) se cijeli život svodi uglavnom na školu. Frankova su djeca tinejdžer J.T. (Brandon Call), Al (Christine Lakin), koju zanimaju životinje (neko vrijeme je imala svinju koji se zvao Metak), te bezbrižni Brendan (Josh Byrne). Dvije sastavljene obitelji se često sukobljavaju, ali kasnije će se svi zavoljeti.